# 普罗伊斯利茨
普罗伊斯利茨（德语：Preußlitz）是德国萨克森-安哈尔特州萨尔茨兰县的村庄和旧市镇。2010年1月1日起，普罗西克成为贝恩堡市的城区。 